# Liste der brasilianischen Außenminister
Diese Liste der brasilianischen Außenminister enthält alle seit 1822 tätigen Außenminister des südamerikanischen Staates Brasilien.
Der brasilianische Außenminister hat seinen Sitz im Palácio Itamaraty in der Hauptstadt Brasília.

## Kaiserreich (1822–1889)
| Ernannt       | Ende der Amtszeit | Name                                                              | Anmerkungen | in der Regierung von                                       |
| ------------- | ----------------- | ----------------------------------------------------------------- | ----------- | ---------------------------------------------------------- |
| 16. Jan. 1822 | 16. Juli 1823     | José Bonifácio de Andrada e Silva                                 |             | Peter I. (Brasilien)                                       |
| 16. Juli 1823 | 10. Nov. 1823     | José Joaquim Carneiro de Campos, Marquês de Caravelas             |             | Peter I. (Brasilien)                                       |
| 10. Nov. 1823 | 14. Nov. 1823     | Francisco Vilela Barbosa, Marquês de Paranaguá                    |             | Peter I. (Brasilien)                                       |
| 14. Nov. 1823 | 4. Okt. 1825      | Luís José de Carvalho e Melo, Visconde da Cachoeira               |             | Peter I. (Brasilien)                                       |
| 4. Okt. 1825  | 21. Nov. 1825     | Francisco Vilela Barbosa, Marquês de Paranaguá                    |             | Peter I. (Brasilien)                                       |
| 21. Nov. 1825 | 20. Jan. 1826     | José Egídio Álvares de Almeida, Marquês de Santo Amaro            |             | Peter I. (Brasilien)                                       |
| 20. Jan. 1826 | 15. Jan. 1827     | Antônio Luís Pereira da Cunha, Marquês de Inhambupe               |             | Peter I. (Brasilien)                                       |
| 15. Jan. 1827 | 20. Nov. 1827     | João Severiano Maciel da Costa, Marquês de Queluz                 |             | Peter I. (Brasilien)                                       |
| 20. Nov. 1827 | 4. Dez. 1829      | João Carlos Augusto von Oyenhausen-Gravenburg, Marquês de Aracati |             | Peter I. (Brasilien)                                       |
| 4. Dez. 1829  | 23. Sep. 1830     | Miguel Calmon du Pin e Almeida, Marquês de Abrantes               |             | Peter I. (Brasilien)                                       |
| 23. Sep. 1830 | 9. Dez. 1830      | Francisco Vilela Barbosa, Marquês de Paranaguá                    |             | Peter I. (Brasilien)                                       |
| 9. Dez. 1830  | 19. März 1831     | Francisco Carneiro de Campos                                      |             | Peter I. (Brasilien)                                       |
| 7. Apr. 1831  | 3. Aug. 1832      | Francisco Carneiro de Campos                                      |             | Regência Trina Permanente                                  |
| 3. Aug. 1832  | 13. Sep. 1832     | Pedro de Araújo Lima, Marquês de Olinda                           |             | Regência Trina Permanente                                  |
| 13. Sep. 1832 | 21. Feb. 1834     | Bento da Silva Lisboa, Barão de Cairu                             |             | Regência Trina Permanente                                  |
| 21. Feb. 1834 | 16. Jan. 1835     | Aureliano de Sousa e Oliveira Coutinho, Visconde de Sepetiba      |             |                                                            |
| 16. Jan. 1835 | 5. Feb. 1836      | Manuel Alves Branco, 2. Visconde de Caravelas                     |             | Diogo Antônio Feijó                                        |
| 5. Feb. 1836  | 3. Juni 1836      | José Inácio Borges                                                |             | Diogo Antônio Feijó                                        |
| 3. Juni 1836  | 1. Nov. 1836      | Antônio Paulino Limpo de Abreu, Visconde de Abaeté                |             | Diogo Antônio Feijó                                        |
| 1. Nov. 1836  | 20. Feb. 1837     | Gustavo Adolfo de Aguilar Pantoja                                 |             | Diogo Antônio Feijó                                        |
| 20. Feb. 1837 | 16. Mai 1837      | Antônio Paulino Limpo de Abreu, Visconde de Abaeté                |             | Diogo Antônio Feijó                                        |
| 16. Mai 1837  | 19. Sep. 1837     | Francisco Gê Acaiaba de Montezuma, Visconde de Jequitinhonha      |             |                                                            |
| 19. Sep. 1837 | 16. Apr. 1839     | Antônio Peregrino Maciel Monteiro, 2. Barão de Itamaracá          |             | Pedro de Araújo Lima                                       |
| 16. Apr. 1839 | 1. Sep. 1839      | Cândido Batista de Oliveira                                       |             | Pedro de Araújo Lima                                       |
| 1. Sep. 1839  | 24. Juli 1840     | Caetano Maria Lopes Gama, Visconde de Maranguape                  |             | Pedro de Araújo Lima                                       |
| 24. Juli 1840 | 23. Jan. 1843     | Aureliano de Sousa e Oliveira Coutinho, Visconde de Sepetiba      |             | Peter II. (Brasilien)                                      |
| 23. Jan. 1843 | 8. Juni 1843      | Honório Hermeto Carneiro Leão, Marquês de Paraná                  |             | Peter II. (Brasilien)                                      |
| 8. Juni 1843  | 2. Feb. 1844      | Paulino José Soares de Sousa, Visconde de Uruguai                 |             | Peter II. (Brasilien)                                      |
| 2. Feb. 1844  | 26. Mai 1845      | Ernesto Ferreira França                                           |             | Peter II. (Brasilien)                                      |
| 26. Mai 1845  | 2. Mai 1846       | Antônio Paulino Limpo de Abreu, Visconde de Abaeté                |             | Peter II. (Brasilien)                                      |
| 2. Mai 1846   | 22. Mai 1847      | Bento da Silva Lisboa, Barão de Cairu                             |             | Peter II. (Brasilien)                                      |
| 22. Mai 1847  | 29. Jan. 1848     | Saturnino de Sousa e Oliveira Coutinho                            |             | Manuel Alves Branco, 2. Visconde de Caravelas              |
| 29. Jan. 1848 | 8. März 1848      | José Antônio Pimenta Bueno, Marquês de São Vicente                |             | Peter II. (Brasilien)                                      |
| 8. März 1848  | 31. Mai 1848      | Antônio Paulino Limpo de Abreu, Visconde de Abaeté                |             | José Carlos Pereira de Almeida Torres, Visconde de Macaé   |
| 31. Mai 1848  | 29. Sep. 1848     | Bernardo de Sousa Franco, Visconde de Sousa Franco                |             | Francisco de Paula Sousa e Melo                            |
| 29. Sep. 1848 | 8. Okt. 1849      | Pedro de Araújo Lima, Marquês de Olinda                           |             | Pedro de Araújo Lima, Marquês de Olinda                    |
| 8. Okt. 1849  | 6. Sep. 1853      | Paulino José Soares de Sousa, Visconde de Uruguai                 |             | Joaquim José Rodrigues Torres, Visconde de Itaboraí        |
| 6. Sep. 1853  | 14. Juni 1855     | Antônio Paulino Limpo de Abreu, Visconde de Abaeté                |             | Honório Hermeto Carneiro Leão, Marquês do Paraná           |
| 14. Juni 1855 | 3. Sep. 1856      | José Maria da Silva Paranhos, Visconde do Rio Branco              |             | Peter II. (Brasilien)                                      |
| 3. Sep. 1856  | 4. Mai 1857       | José Maria da Silva Paranhos, Visconde do Rio Branco              |             | Luís Alves de Lima e Silva, Duque de Caxias                |
| 4. Mai 1857   | 12. Dez. 1858     | Caetano Maria Lopes Gama, Visconde de Maranguape                  |             | Pedro de Araújo Lima, Marquês de Olinda                    |
| 12. Dez. 1858 | 10. Aug. 1859     | José Maria da Silva Paranhos, Visconde do Rio Branco              |             | Antônio Paulino Limpo de Abreu, Visconde de Abaeté         |
| 10. Aug. 1859 | 2. März 1861      | João Lins Vieira Cansansão de Sinimbu, Visconde de Sinimbu        |             | Ângelo Moniz da Silva Ferraz, Barão de Uruguaiana          |
| 2. März 1861  | 21. Apr. 1861     | José Maria da Silva Paranhos                                      |             | Luís Alves de Lima e Silva, Duque de Caxias                |
| 21. Apr. 1861 | 10. Juli 1861     | Antônio Coelho de Sá e Albuquerque                                |             | Peter II. (Brasilien)                                      |
| 10. Juli 1861 | 24. Mai 1862      | Benevenuto Augusto Magalhães Taques                               |             | Peter II. (Brasilien)                                      |
| 24. Mai 1862  | 30. Mai 1862      | Carlos Carneiro de Campos, 3. Visconde de Caravelas               |             | Zacarias de Góis e Vasconcelos                             |
| 30. Mai 1862  | 15. Jan. 1864     | Miguel Calmon du Pin e Almeida, Marquês de Abrantes               |             | Pedro de Araújo Lima, Marquês de Olinda                    |
| 15. Jan. 1864 | 9. März 1864      | Francisco Xavier Pais Barreto                                     |             | Zacarias de Góis e Vasconcelos                             |
| 9. März 1864  | 31. Aug. 1864     | João Pedro Dias Vieira                                            |             | Peter II. (Brasilien)                                      |
| 31. Aug. 1864 | 4. Okt. 1864      | Carlos Carneiro de Campos, 3. Visconde de Caravelas               |             | Francisco José Furtado                                     |
| 4. Okt. 1864  | 12. Mai 1865      | João Pedro Dias Vieira                                            |             | Peter II. (Brasilien)                                      |
| 12. Mai 1865  | 3. Aug. 1866      | José Antônio Saraiva                                              |             | Pedro de Araújo Lima, Marquês de Olinda                    |
| 3. Aug. 1866  | 27. Okt. 1866     | Martim Francisco Ribeiro de Andrada                               |             | Zacarias de Góis e Vasconcelos                             |
| 27. Okt. 1866 | 9. Dez. 1867      | Antônio Coelho de Sá e Albuquerque                                |             | Peter II. (Brasilien)                                      |
| 9. Dez. 1867  | 14. Apr. 1868     | João Lustosa da Cunha Paranaguá, 2. Marquês de Paranaguá          |             | Peter II. (Brasilien)                                      |
| 14. Apr. 1868 | 16. Juli 1868     | João Silveira de Sousa                                            |             | Peter II. (Brasilien)                                      |
| 16. Juli 1868 | 29. Sep. 1870     | José Maria da Silva Paranhos, Visconde do Rio Branco              |             | Joaquim José Rodrigues Torres, Visconde de Itaboraí        |
| 29. Sep. 1870 | 7. März 1871      | José Antônio Pimenta Bueno, Marquês de São Vicente                |             | José Antônio Pimenta Bueno, Marquês de São Vicente         |
| 7. März 1871  | 28. Jan. 1873     | Manuel Francisco Correia                                          |             | José Maria da Silva Paranhos, Visconde do Rio Branco       |
| 28. Jan. 1873 | 25. Juni 1875     | Carlos Carneiro de Campos, Visconde de Caravelas                  |             | Peter II. (Brasilien)                                      |
| 25. Juni 1875 | 15. Feb. 1877     | João Maurício Wanderley, Barão de Cotegipe                        |             | Luís Alves de Lima e Silva, Duque de Caxias                |
| 15. Feb. 1877 | 5. Jan. 1878      | Diogo Velho Cavalcanti de Albuquerque, Visconde de Cavalcanti     |             | Peter II. (Brasilien)                                      |
| 5. Jan. 1878  | 8. Feb. 1879      | Domingos de Sousa Leão, Barão de Vila Bela                        |             | João Lins Vieira Cansansão de Sinimbu, Visconde de Sinimbu |
| 8. Feb. 1879  | 4. Juni 1879      | João Lins Vieira Cansansão de Sinimbu, Visconde de Sinimbu        |             | Peter II. (Brasilien)                                      |
| 4. Juni 1879  | 28. März 1880     | Antônio Moreira de Barros                                         |             | Peter II. (Brasilien)                                      |
| 28. März 1880 | 3. Nov. 1881      | Pedro Luís Pereira de Sousa                                       |             | José Antônio Saraiva                                       |
| 3. Nov. 1881  | 21. Jan. 1882     | Franklin Américo de Meneses Dória, Barão de Loreto                |             | Peter II. (Brasilien)                                      |
| 21. Jan. 1882 | 3. Juli 1882      | Filipe Franco de Sá                                               |             | Martinho Álvares da Silva Campos                           |
| 3. Juli 1882  | 24. Mai 1883      | Lourenço Cavalcanti de Albuquerque                                |             | João Lustosa da Cunha Paranaguá, 2. Marquês de Paranaguá   |
| 24. Mai 1883  | 6. Juni 1884      | Francisco de Carvalho Soares Brandão                              |             | Lafayette Rodrigues Pereira                                |
| 6. Juni 1884  | 22. Dez. 1884     | João da Mata Machado                                              |             | Manuel Pinto de Sousa Dantas                               |
| 22. Dez. 1884 | 6. Mai 1885       | Manuel Pinto de Sousa Dantas                                      |             | Peter II. (Brasilien)                                      |
| 6. Mai 1885   | 20. Aug. 1885     | João Lustosa da Cunha Paranaguá, 2. Marquês de Paranaguá          |             | José Antônio Saraiva                                       |
| 20. Aug. 1885 | 10. März 1888     | João Maurício Wanderley, Barão de Cotegipe                        |             | João Maurício Wanderley, Barão de Cotegipe                 |
| 10. März 1888 | 27. Juni 1888     | Antônio da Silva Prado                                            |             | João Alfredo Correia de Oliveira                           |
| 27. Juni 1888 | 7. Juni 1889      | Rodrigo Augusto da Silva                                          |             | Peter II. (Brasilien)                                      |
| 7. Juni 1889  | 15. Nov. 1889     | José Francisco Diana                                              |             | Afonso Celso de Assis Figueiredo, Visconde de Ouro preto   |

## Alte Republik (República Velha, 1889–1930)
1. Republik
| Ernannt       | Ende der Amtszeit | Name                                            | Anmerkungen | in der Regierung von                                                                 |
| ------------- | ----------------- | ----------------------------------------------- | ----------- | ------------------------------------------------------------------------------------ |
| 15. Nov. 1889 |                   | Quintino Bocayuva                               |             | Manuel Deodoro da Fonseca                                                            |
| 17. Jan. 1890 |                   | Joaquim Thomaz do Amaral, Visconde de Cabo Frio |             | Manuel Deodoro da Fonseca                                                            |
| 22. Feb. 1890 |                   | Eduardo Wandenkolk                              |             | Manuel Deodoro da Fonseca                                                            |
| 13. Mai 1890  |                   | Quintino Bocayuva                               |             | Manuel Deodoro da Fonseca                                                            |
| 23. Jan. 1891 | 26. Feb. 1891     | Tristão de Alencar Araripe                      |             | Manuel Deodoro da Fonseca                                                            |
| 26. Feb. 1891 | 23. Nov. 1891     | Justo Leite Chermont                            |             | Manuel Deodoro da Fonseca                                                            |
| 23. Nov. 1891 |                   | Custódio José de Mello                          |             | Floriano Peixoto                                                                     |
| 30. Nov. 1891 |                   | Fernando Lobo Leite Pereira                     |             | Floriano Peixoto                                                                     |
| 12. Feb. 1892 |                   | Inocêncio Serzedello Corrêa                     |             | Floriano Peixoto                                                                     |
| 22. Juni 1892 |                   | Custódio José de Mello                          |             | Floriano Peixoto                                                                     |
| 11. Dez. 1892 |                   | Antônio Francisco de Paula Souza                |             | Floriano Peixoto                                                                     |
| 22. Apr. 1893 |                   | Felisbello Firmo de Oliveira Freire             |             | Floriano Peixoto                                                                     |
| 30. Juni 1893 |                   | João Felipe Pereira                             |             | Floriano Peixoto                                                                     |
| 6. Okt. 1893  |                   | Carlos Augusto de Carvalho                      |             | Floriano Peixoto                                                                     |
| 26. Okt. 1893 |                   | Alexandre Cassiano do Nascimento                |             | Floriano Peixoto                                                                     |
| 15. Nov. 1894 |                   | Carlos Augusto de Carvalho                      |             | Prudente de Morais                                                                   |
| 1. Sep. 1896  |                   | Dionysio Evangelista de Castro Cerqueira        |             | Prudente de Morais                                                                   |
| 15. Nov. 1898 |                   | Olyntho de Magalhães                            |             | Prudente de Morais                                                                   |
| 19. Okt. 1900 |                   | Visconde de Cabo Frio Joaquim Thomaz do Amaral  |             | Prudente de Morais                                                                   |
| 20. Okt. 1900 | 8. Nov. 1900      | Olyntho de Magalhães                            |             | Prudente de Morais                                                                   |
| 15. Nov. 1902 |                   | José Joaquim Seabra                             |             | Francisco de Paula Rodrigues Alves                                                   |
| 3. Dez. 1902  |                   | José Maria da Silva Paranhos Júnior             |             | Francisco de Paula Rodrigues Alves                                                   |
| 4. Dez. 1902  | 14. Juni 1909     | José Maria da Silva Paranhos Júnior             |             | Afonso Augusto Moreira Pena                                                          |
| 15. Nov. 1910 |                   | José Maria da Silva Paranhos Júnior             |             | Nilo Peçanha                                                                         |
| 15. Nov. 1906 | 10. Feb. 1912     | José Maria da Silva Paranhos Júnior             |             | Hermes Rodrigues da Fonseca                                                          |
| 10. Feb. 1912 | 14. Feb. 1912     | Enéas Martins                                   |             | Hermes Rodrigues da Fonseca                                                          |
| 15. Feb. 1912 | 8. Mai 1917       | Lauro Müller                                    |             | Hermes Rodrigues da Fonseca                                                          |
| 17. Mai 1913  | 17. Aug. 1913     | Francisco Regis de Oliveira                     |             | Hermes Rodrigues da Fonseca                                                          |
| 15. Nov. 1914 | 8. Mai 1917       | Lauro Severiano Müller                          |             | Venceslau Brás                                                                       |
| 23. Juni 1916 | 15. Nov. 1916     | Luís Martins de Souza Dantas                    |             | Venceslau Brás                                                                       |
| 3. Mai 1917   | 7. Mai 1917       | Luís Martins de Souza Dantas                    |             | Venceslau Brás                                                                       |
| 6. Mai 1917   | 15. Nov. 1918     | Nilo Procópio Peçanha                           |             | Venceslau Brás                                                                       |
| 16. Nov. 1918 | 27. Juli 1919     | Domício da Gama                                 |             | Delfim Moreira da Costa Ribeiro                                                      |
| 27. Juli 1919 | 29. Juli 1919     | Augusto Cochrane de Alencar                     |             | Epitácio da Silva Pessoa                                                             |
| 29. Juli 1919 | 15. Nov. 1922     | José Manuel de Azevedo Marques                  |             | Epitácio da Silva Pessoa                                                             |
| 15. Nov. 1922 | 15. Nov. 1926     | José Felix Alves Pacheco                        |             | Artur da Silva Bernardes                                                             |
| 15. Nov. 1926 | 24. Okt. 1930     | Otávio Mangabeira                               |             | Washington Luís Pereira de Sousa                                                     |
| 27. Okt. 1930 | 28. Dez. 1933     | Afrânio de Melo Franco                          |             | Regierungsjunta: Augusto Tasso Fragoso, João de Deus Mena Barreto, Isaias de Noronha |

## Ära Vargas (1930–1945) bis Vierte Republik (1945–1963)
| Ernannt       | Ende der Amtszeit | Name                                     | Anmerkungen | in der Regierung von             |
| ------------- | ----------------- | ---------------------------------------- | ----------- | -------------------------------- |
| 3. Nov. 1930  |                   | Afrânio de Melo Franco                   |             | Getúlio Vargas                   |
| 29. Dez. 1933 |                   | Félix de Barros Cavalcanti de Lacerda    |             | Getúlio Vargas                   |
| 30. Jan. 1934 |                   | Félix de Barros Cavalcanti de Lacerda    |             | Getúlio Vargas                   |
| 23. Juli 1934 | 26. Nov. 1936     | José Carlos de Macedo Soares             |             | Getúlio Vargas                   |
| 20. Mai 1935  | 26. Juni 1935     | Mário de Pimentel Brandão                |             | Getúlio Vargas                   |
| 1. Dez. 1936  |                   | Mário de Pimentel Brandão                |             | Getúlio Vargas                   |
| 31. Aug. 1937 | 9. März 1938      | Mário de Pimentel Brandão                |             | Getúlio Vargas                   |
| 15. März 1938 | 23. Aug. 1944     | Oswaldo Aranha                           |             | Getúlio Vargas                   |
| 30. Jan. 1939 | 23. Aug. 1939     | Ciro de Freitas Vale                     |             | Getúlio Vargas                   |
| 24. Jan. 1940 | 30. Jan. 1940     | Maurício Nabuco de Araújo                |             | Getúlio Vargas                   |
| 1. Apr. 1941  | 30. Apr. 1941     | Maurício Nabuco de Araújo                |             | Getúlio Vargas                   |
| 14. Nov. 1941 | 30. Nov. 1941     | Maurício Nabuco de Araújo                |             | Getúlio Vargas                   |
| 23. Aug. 1944 | 17. Feb. 1945     | Pedro Leão Veloso                        |             | Getúlio Vargas                   |
| 22. Feb. 1945 | 16. März 1945     | José Roberto de Macedo Soares            |             | Getúlio Vargas                   |
| 20. März 1945 | 15. Apr. 1945     | Pedro Leão Veloso                        |             | Getúlio Vargas                   |
| 19. Apr. 1945 | 6. Juli 1945      | José Roberto de Macedo Soares            |             | Getúlio Vargas                   |
| 11. Juli 1945 |                   | Pedro Leão Veloso                        |             | Getúlio Vargas                   |
| 30. Okt. 1945 | 31. Jan. 1946     | Pedro Leão Veloso                        |             | José Linhares                    |
| 31. Jan. 1946 | 4. Nov. 1946      | João Neves da Fontoura                   |             | Eurico Gaspar Dutra              |
| 24. Juli 1946 | 7. Dez. 1946      | Samuel de Souza Leão Gracie              |             | Eurico Gaspar Dutra              |
| 7. Dez. 1946  | 30. Jan. 1951     | Raul Fernandes                           |             | Eurico Gaspar Dutra              |
| 7. Mai 1947   | 28. Mai 1947      | Hildebrando Pompeu Pinto Accioly         |             | Eurico Gaspar Dutra              |
| 8. Sep. 1948  | 15. Dez. 1948     | Hildebrando Pompeu Pinto Accioly         |             | Eurico Gaspar Dutra              |
| 2. Mai 1949   | 15. Juni 1949     | Ciro de Freitas Vale                     |             | Eurico Gaspar Dutra              |
| 31. Jan. 1951 | 19. Juni 1953     | João Neves da Fontoura                   |             | Getúlio Vargas                   |
| März 1951     | 30. Apr. 1951     | Heitor Lira                              |             | Getúlio Vargas                   |
| 5. Nov. 1952  | 17. Dez. 1952     | Mário de Pimentel Brandão                |             | Getúlio Vargas                   |
| 18. Juni 1953 | 1. Juli 1953      | Mário de Pimentel Brandão                |             | Getúlio Vargas                   |
| 1. Juli 1953  | 26. Aug. 1954     | Vicente Ráo                              |             | Getúlio Vargas                   |
| 17. Feb. 1954 | 27. März 1954     | Vasco Tristão Leitão da Cunha            |             | Getúlio Vargas                   |
| 26. Aug. 1954 | 12. Nov. 1955     | Raul Fernandes                           |             | João Café Filho                  |
| 19. Apr. 1955 | 29. Apr. 1955     | Antonio Camillo de Oliveira              |             | João Café Filho                  |
| 12. Nov. 1955 | 3. Juli 1958      | José Carlos de Macedo Soares             |             | Carlos Coimbra da Luz            |
| 11. Nov. 1955 |                   | José Carlos de Macedo Soares             |             | Nereu de Oliveira Ramos          |
| 12. Nov. 1955 | 15. Sep. 1957     | José Carlos de Macedo Soares             |             | Juscelino Kubitschek de Oliveira |
| 16. Sep. 1957 | 30. Sep. 1957     | Décio Honorato de Moura                  |             | Juscelino Kubitschek de Oliveira |
| 23. Nov. 1957 | 30. Nov. 1957     | Décio Honorato de Moura                  |             | Juscelino Kubitschek de Oliveira |
| 18. Feb. 1958 |                   | Décio Honorato de Moura                  |             | Juscelino Kubitschek de Oliveira |
| 24. Mai 1958  |                   | Décio Honorato de Moura                  |             | Juscelino Kubitschek de Oliveira |
| 3. Juli 1958  | 1. Aug. 1959      | Francisco Negrão de Lima                 |             | Juscelino Kubitschek de Oliveira |
| 12. Aug. 1958 | 18. Aug. 1958     | Antonio Barreto Mendes Viana             |             | Juscelino Kubitschek de Oliveira |
| 13. Sep. 1958 | 16. Sep. 1958     | Antonio Barreto Mendes Viana             |             | Juscelino Kubitschek de Oliveira |
| 31. Okt. 1958 | 7. Nov. 1958      | Antonio Barreto Mendes Viana             |             | Juscelino Kubitschek de Oliveira |
| 1. Aug. 1959  | 31. Jan. 1961     | Horácio Lafer                            |             | Juscelino Kubitschek de Oliveira |
| 10. Aug. 1959 | 24. Aug. 1959     | Armando Ribeiro Falcão                   |             | Juscelino Kubitschek de Oliveira |
| 21. Nov. 1959 | 30. Nov. 1959     | Fernando Ramos de Alencar                |             | Juscelino Kubitschek de Oliveira |
| 14. März 1960 | 29. März 1960     | Fernando Ramos de Alencar                |             | Juscelino Kubitschek de Oliveira |
| 25. Mai 1960  | 27. Mai 1960      | Fernando Ramos de Alencar                |             | Juscelino Kubitschek de Oliveira |
| 5. Aug. 1960  | 5. Sep. 1960      | Fernando Ramos de Alencar                |             | Juscelino Kubitschek de Oliveira |
| 19. Sep. 1960 | 4. Okt. 1960      | Fernando Ramos de Alencar                |             | Juscelino Kubitschek de Oliveira |
| 7. Dez. 1960  | 30. Dez. 1960     | Edmundo Pena Barbosa da Silva            |             | Juscelino Kubitschek de Oliveira |
| 31. Jan. 1961 | 25. Aug. 1961     | Afonso Arinos de Melo Franco             |             | Jânio da Silva Quadros           |
| 1. Apr. 1961  | 11. Apr. 1961     | Vasco Tristão Leitão da Cunha            |             | Jânio da Silva Quadros           |
| 26. März 1961 | 10. Sep. 1961     | Ilmar Penna Marinho                      |             | Jânio da Silva Quadros           |
| 10. Sep. 1961 | 8. Sep. 1961      | Ilmar Penna Marinho                      |             | Pascoal Ranieri Mazzilli         |
| 8. Sep. 1961  | 25. Juni 1962     | Francisco Clementino de Santiago Dantas  |             | João Goulart                     |
| 19. Jan. 1962 | 16. Juli 1962     | Renato Bayma Archer da Silva             |             | João Goulart                     |
| 20. Juli 1962 | 13. Sep. 1962     | Afonso Arinos de Melo Franco (Politiker) |             | João Goulart                     |
| 14. Sep. 1962 | 23. Sep. 1962     | Carlos Alfredo Bernardes                 |             | João Goulart                     |
| 24. Sep. 1962 | 18. Juni 1963     | Hermes Lima                              |             | João Goulart                     |
| 18. Juni 1963 | 22. Aug. 1963     | Evandro Cavalcanti Lins e Silva          |             | João Goulart                     |
| 27. Juni 1963 | 2. Juli 1963      | Henrique Rodrigues Valle                 |             | João Goulart                     |
| 26. Juli 1963 | 31. Juli 1963     | João Augusto de Araújo Castro            |             | João Goulart                     |
| 22. Aug. 1963 | 1. Apr. 1964      | João Augusto de Araújo Castro            |             | João Goulart                     |
| 17. Aug. 1963 | 28. Sep. 1963     | Aguinaldo Boulitreau Fragoso             |             | João Goulart                     |
| 16. Sep. 1963 |                   | Aguinaldo Boulitreau Fragoso             |             | João Goulart                     |
| 10. Okt. 1963 | 14. Okt. 1963     | Aguinaldo Boulitreau Fragoso             |             | João Goulart                     |
| 24. Okt. 1963 |                   | Aguinaldo Boulitreau Fragoso             |             | João Goulart                     |
| 27. Nov. 1963 | 29. Nov. 1963     | Aguinaldo Boulitreau Fragoso             |             | João Goulart                     |
| 19. März 1964 | 30. März 1964     | Aguinaldo Boulitreau Fragoso             |             | João Goulart                     |
| 2. Apr. 1964  | 3. Apr. 1964      | Aguinaldo Boulitreau Fragoso             |             | João Goulart                     |

## Militärregime (1964–1987), Fünfte Republik
| Ernannt       | Ende der Amtszeit | Name                                     | Bild                    | in der Regierung von                                                                            |
| ------------- | ----------------- | ---------------------------------------- | ----------------------- | ----------------------------------------------------------------------------------------------- |
| 3. Apr. 1964  | 6. Apr. 1964      | Aguinaldo Boulitreau Fragoso             |                         | Pascoal Ranieri Mazzilli                                                                        |
| 6. Apr. 1964  | 7. Dez. 1965      | Vasco Tristão Leitão da Cunha            |                         | Pascoal Ranieri Mazzilli                                                                        |
| 7. Dez. 1965  | 17. Juli 1964     | Vasco Tristão Leitão da Cunha            | Humberto Castelo Branco |                                                                                                 |
| 17. Juli 1964 | 29. Juli 1964     | Antônio Borges Leal Castelo Branco Filho | Humberto Castelo Branco |                                                                                                 |
| 30. Nov. 1964 | 27. Dez. 1964     | Antônio Borges Leal Castelo Branco Filho | Humberto Castelo Branco |                                                                                                 |
| 28. Jan. 1965 | 3. Feb. 1965      | Antônio Borges Leal Castelo Branco Filho | Humberto Castelo Branco |                                                                                                 |
| 10. März 1965 | 26. Apr. 1965     | Antônio Borges Leal Castelo Branco Filho | Humberto Castelo Branco |                                                                                                 |
| 1. Juni 1965  | 3. Juni 1965      | Antônio Borges Leal Castelo Branco Filho | Humberto Castelo Branco |                                                                                                 |
| 22. Sep. 1965 | 9. Okt. 1965      | Antônio Borges Leal Castelo Branco Filho | Humberto Castelo Branco |                                                                                                 |
| 5. Nov. 1965  | 9. Nov. 1965      | Antônio Borges Leal Castelo Branco Filho | Humberto Castelo Branco |                                                                                                 |
| 8. Dez. 1965  | 31. Dez. 1965     | Antônio Borges Leal Castelo Branco Filho | Humberto Castelo Branco |                                                                                                 |
| 17. Jan. 1966 | 15. März 1967     | Juracy Montenegro Magalhães              | Humberto Castelo Branco |                                                                                                 |
| 31. Aug. 1966 |                   | Manuel Pio Correia Júnior                | Humberto Castelo Branco |                                                                                                 |
| 13. Okt. 1966 |                   | Manuel Pio Correia Júnior                | Humberto Castelo Branco |                                                                                                 |
| 28. Nov. 1966 | 29. Nov. 1966     | Manuel Pio Correia Júnior                | Humberto Castelo Branco |                                                                                                 |
| 14. Dez. 1966 |                   | Manuel Pio Correia Júnior                | Humberto Castelo Branco |                                                                                                 |
| 18. Jan. 1966 |                   | Manuel Pio Correia Júnior                | Humberto Castelo Branco |                                                                                                 |
| 15. Feb. 1967 | 1. März 1967      | Manuel Pio Correia Júnior                | Humberto Castelo Branco |                                                                                                 |
| 15. März 1967 | 23. Okt. 1969     | José de Magalhães Pinto                  |                         | Artur da Costa e Silva                                                                          |
| 12. Apr. 1967 | 14. Apr. 1967     | Sérgio Correa Afonso da Costa            |                         | Artur da Costa e Silva                                                                          |
| 21. Juni 1967 | 1. Juli 1967      | Sérgio Correa Afonso da Costa            |                         | Artur da Costa e Silva                                                                          |
| 28. Aug. 1967 | 4. Sep. 1967      | Sérgio Correa Afonso da Costa            |                         | Artur da Costa e Silva                                                                          |
| 19. Sep. 1967 | 4. Okt. 1967      | Sérgio Correa Afonso da Costa            |                         | Artur da Costa e Silva                                                                          |
| 30. Jan. 1968 | 22. Feb. 1968     | Sérgio Correa Afonso da Costa            |                         | Artur da Costa e Silva                                                                          |
| 13. Feb. 1968 | 17. Feb. 1968     | Sérgio Correa Afonso da Costa            |                         | Artur da Costa e Silva                                                                          |
| 1. März 1968  | 15. März 1968     | Sérgio Correa Afonso da Costa            |                         | Artur da Costa e Silva                                                                          |
| 30. Apr. 1968 |                   | Mário Gibson Alves Barbosa               |                         | Artur da Costa e Silva                                                                          |
| 3. Sep. 1968  |                   | Mário Gibson Alves Barbosa               |                         | Artur da Costa e Silva                                                                          |
| 18. Okt. 1968 |                   | Mário Gibson Alves Barbosa               |                         | Artur da Costa e Silva                                                                          |
| 30. Okt. 1969 | 6. Feb. 1969      | José de Magalhães Pinto                  |                         | Militärjunta: Aurélio de Lira Tavares, Augusto Hamann Radmaker Grunewald, Márcio de Souza Mello |
| 6. Feb. 1969  | 3. Dez. 1969      | Mozart Gurgel Valente Júnior             |                         | Militärjunta: Aurélio de Lyra Tavares Augusto Hamann Rademaker-Grünewald, Márcio de Souza Mello |
| 30. Okt. 1969 | 15. März 1974     | Mário Gibson Alves Barbosa               |                         | Emílio Garrastazu Médici                                                                        |
| 8. Juni 1970  | 14. Feb. 1974     | Jorge de Carvalho e Silva                | mit Unterbrechungen     | Emílio Garrastazu Médici                                                                        |
| 15. März 1974 | 15. März 1979     | Antonio Francisco Azeredo da Silveira    |                         | Ernesto Geisel                                                                                  |
| 14. Apr. 1974 | 19. Juni 1978     | Ramiro Elysio Saraiva Guerreiro          |                         | Ernesto Geisel                                                                                  |
| 21. Juni 1978 | 26. Juni 1978     | Dário Moreira de Castro Alves            |                         | Ernesto Geisel                                                                                  |
| 2. Sep. 1978  | 5. Sep. 1978      | Dário Moreira de Castro Alves            |                         | Ernesto Geisel                                                                                  |
| 21. Sep. 1978 | 26. Sep. 1978     | Dário Moreira de Castro Alves            |                         | Ernesto Geisel                                                                                  |
| 3. Dez. 1978  | 6. Dez. 1978      | Dário Moreira de Castro Alves            |                         | Ernesto Geisel                                                                                  |
| 15. März 1979 |                   | Ramiro Elysio Saraiva Guerreiro          |                         | João Baptista de Oliveira Figueiredo                                                            |
| 25. Juli 1979 | 30. Mai 1984      | João Clemente Baena Soares               |                         | João Baptista de Oliveira Figueiredo                                                            |
| 6. Juni 1984  | 8. Feb. 1985      | Carlos Calero Rodriguez                  | mit Unterbrechungen     | João Baptista de Oliveira Figueiredo                                                            |

## Neue Republik (Nova República), Sechste Republik
| Ernannt       | Ende der Amtszeit | Name                          | Bild                | in der Regierung von      |
| ------------- | ----------------- | ----------------------------- | ------------------- | ------------------------- |
| 15. März 1985 | 14. Feb. 1986     | Olavo Setúbal                 |                     | José Sarney               |
| 19. Mai 1985  | 27. Feb. 1986     | Paulo Tarso Flecha de Lima    | mit Unterbrechungen | José Sarney               |
| 14. Feb. 1986 | 15. März 1990     | Abreu Sodré                   |                     | José Sarney               |
| 13. März 1986 | 29. Nov. 1986     | Paulo Tarso Flecha de Lima    | mit Unterbrechungen | José Sarney               |
| 15. März 1990 | 13. Apr. 1992     | Francisco Rezek               |                     | Fernando Collor de Mello  |
| 13. Apr. 1992 | 2. Okt. 1992      | Celso Lafer                   |                     | Itamar Franco             |
| 5. Okt. 1992  | 20. Mai 1993      | Fernando Henrique Cardoso     |                     | Itamar Franco             |
| 20. Mai 1993  | 20. Juli 1993     | Luiz Felipe Lampreia          |                     | Itamar Franco             |
| 20. Juli 1993 | 1. Jan. 1995      | Celso Amorim                  |                     | Itamar Franco             |
| 1. Jan. 1995  | 12. Jan. 2001     | Luiz Felipe Lampreia          |                     | Fernando Henrique Cardoso |
| 12. Jan. 2001 | 29. Jan. 2001     | Luiz Felipe de Seixas Corrêa  |                     | Fernando Henrique Cardoso |
| 29. Jan. 2001 | 1. Jan. 2003      | Celso Lafer                   |                     | Fernando Henrique Cardoso |
| 1. Jan. 2003  | 31. Dez. 2010     | Celso Amorim                  |                     | Luiz Inácio Lula da Silva |
| 1. Jan. 2011  | 26. Aug. 2013     | Antonio Patriota              |                     | Dilma Rousseff            |
| 26. Aug. 2013 | 1. Jan. 2015      | Luiz Alberto Figueiredo       |                     | Dilma Rousseff            |
| 1. Jan. 2015  | 12. Mai 2016      | Mauro Vieira                  |                     | Dilma Rousseff            |
| 12. Mai 2016  | 22. Feb. 2017     | José Serra                    |                     | Michel Temer              |
| 22. Feb. 2017 | 7. März 2017      | Marcos Galvão, interimistisch |                     | Michel Temer              |
| 7. März 2017  | 1. Jan. 2019      | Aloysio Nunes                 |                     | Michel Temer              |
| 1. Jan. 2019  | 29. März 2021     | Ernesto Araújo                |                     | Jair Bolsonaro            |
| 6. Apr. 2021  | 1. Jan. 2023      | Carlos Alberto Franco França  |                     | Jair Bolsonaro            |
| 1. Jan. 2023  | amtierend         | Mauro Vieira                  |                     | Luiz Inácio Lula da Silva |

Quelle: